# Иоффе, Олимпиад Соломонович
Олимпиад Соломонович Иоффе (22 января 1920 — 8 апреля 2005) — советский и американский учёный-правовед, специалист в области гражданского права, доктор юридических наук, профессор.

## Биография
Родился в городе Синельниково (ныне Днепропетровская область Украины) в еврейской семье.
В 1938 году приехал в Ленинград для осуществления своей заветной мечты — поступить на матмех ЛГУ, чтобы стать математиком, но по стечению обстоятельств стал студентом Ленинградского юридического института.
В 1941—1945 годах — находился на фронтах Великой Отечественной войны.
В 1945 году вернулся в Ленинград, где окончил юридический институт.
В 1947 году защитил кандидатскую диссертацию «Правоотношение по советскому гражданскому праву».
1947—1966 — преподаватель юридического факультета ЛГУ. Докторскую диссертацию защитил в 1954 на тему: «Ответственность по советскому гражданскому праву» (стал самым молодым в стране доктором юридических наук). Был принят в круг ведущих юристов своего времени: Венедиктовым, Генкиным, Черепахиным.
В 1966—1979 годах заведующий кафедрой гражданского права ЛГУ. Кафедра во главе с её руководителем О. С. Иоффе стала признанным лидером отечественной цивилистики. Выступал за единство гражданского права и против обособления «хозяйственного права».
Опубликовал свыше 200 научных работ, в том числе около 50 монографий и учебников. Наиболее значительными являются: «Ответственность по советскому гражданскому праву» (1955), «Вопросы теории права» (1961, в соавт. с профессором М. Д. Шаргородским), «Советское гражданское право. Курс лекций» (т. 1 — 1958, т. 2 — 1961, т. 3 — 1965), «Обязательственное право» (1975), «Развитие цивилистической мысли в СССР» (ч. 1 — 1975, ч. 2 — 1978). Трёхтомный курс гражданского права Иоффе — единственный фундаментальный учебник по цивилистике на русском языке во второй половине XX века, написанный одним автором (как правило, такие труды готовятся коллективами кафедр).
Был известен как блестящий лектор (читал гражданское право и римское право), пользующийся значительной популярностью среди студентов и преподавателей.
Многие из работ переведены на иностранные языки. Некоторые научные и учебные труды сохраняют актуальность и в настоящее время.

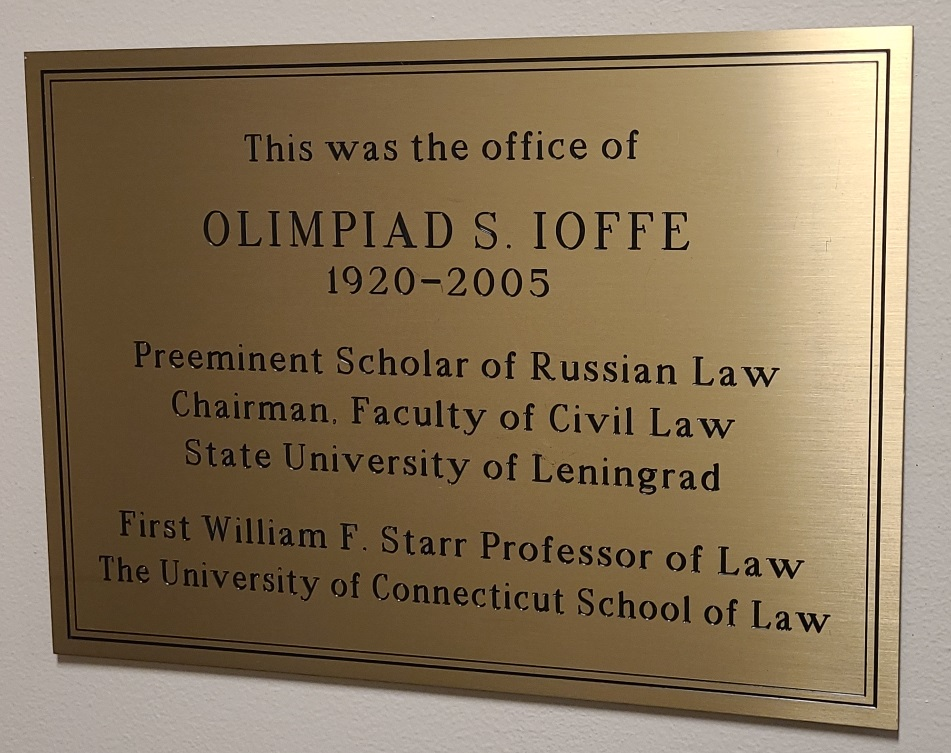
Памятная табличка у офиса, где работал профессор Иоффе О. С. в Юридической школе Коннектикутского университета.

Когда в конце 1970-х годов его дочь с мужем эмигрировали в США, после обсуждения на Учёном совете факультета был снят с поста заведующего кафедрой и лишён звания профессора. В 1981 году О. С. Иоффе эмигрировал в США.
В эмиграции работал первое время профессором Гарвардского и Бостонского университетов. В 1982—1998 годах — профессор Школы права Коннектикутского университета в городе Хартфорд (штат Коннектикут). В 1998 году ушёл на пенсию. Читал четыре учебных курса: советское право, сравнительное право, римское право и права человека; выступал с докладами на международных конференциях в США, Голландии, ФРГ. За время эмиграции было издано 11 монографий и опубликовано множество статей.

## Основные труды

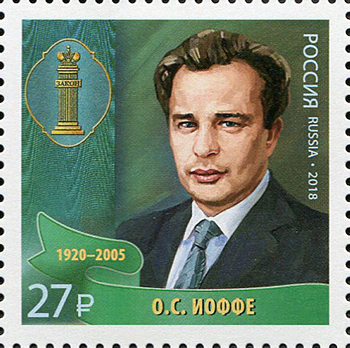
Почтовая марка 2018 год

### Книги, изданные в СССР
- Правоотношение по советскому гражданскому праву. — Л.: Изд-во ЛГУ, 1949. — 144 с. — 5000 экз.
- Обязательства по возмещению вреда. — Л.: Изд-во ЛГУ, 1951. — 108 с. — 15000 экз.
- Ответственность по советскому гражданскому праву. — Л.: Изд-во ЛГУ, 1955. — 311 с. — 4000 экз.
- Советское гражданское право: курс лекций. В 3-х ч. — Л.: Изд-во ЛГУ, 1958—1965.
  - Часть 1. Общая часть. Право собственности. Общее учение об обязательствах. — 511 с. — 15000 экз.
  - Часть 2. Отдельные виды обязательств. — 531 с. — 17000 экз.
  - Часть 3. Правоотношения, связанные с продуктами творческой деятельности. Семейное право. Наследственное право. — 347 с. — 23600 экз.
- Правовое регулирование хозяйственной деятельности в СССР. Л., 1959;
- Иоффе О. С., Шаргородский М. Д. Вопросы теории права. — М.: Госюриздат, 1961. — 381 с. — 5000 экз.
- Иоффе О. С., Толстой Ю. К. Основы советского гражданского законодательства. — Л.: Изд-во ЛГУ, 1962. — 216 с. — 10000 экз.
- Иоффе О. С., Толстой Ю. К. Новый Гражданский кодекс РСФСР. — Л.: Изд-во ЛГУ, 1965. — 447 с. — 35000 экз.
- Советское гражданское право. — М.: Юридическая литература, 1967. — 494 с. — 10000 экз.
- Основы авторского права: учебное пособие. — М.: Знание, 1969. — 127 с. — 40000 экз.
- План и договор в социалистическом хозяйстве. — М.: Юридическая литература, 1971. — 216 с. — 10000 экз.
- Что должен знать каждый о гражданском праве. — М.: Знание, 1973. — 191 с. — 160000 экз.
- Иоффе О. С., Мусин В. А. Основы римского гражданского права: учебно-методическое пособие. — Л.: Изд-во ЛГУ, 1974. — 156 с. — 25750 экз.
- Обязательственное право. — М.: Юрид. лит., 1975. — 880 с. — 10000 экз.
- Развитие цивилистической мысли в СССР. В 2-х ч. — Л.: Изд-во ЛГУ.
  - Часть 1. 1975. — 160 с. — 6240 экз.
  - Часть 2. 1978. — 173 с. — 5259 экз.
- Право и хозяйственная деятельность социалистических организаций. — М.: Юридическая литература, 1979. — 111 с. — 30000 экз.

### Некоторые сборники и учебники под редакцией
- Основы советского права: учебное пособие. / Отв. ред. О. С. Иоффе. — Минск: Высшая школа, 1967. — 535 с. — 5000 экз.
- Комментарий к ГК РСФСР / Под ред. Е. А. Флейшиц и О. С. Иоффе. — М., 1970.
- Советское гражданское право: учебник. Том 1. / Отв. ред. О. С. Иоффе. — Л.: Изд-во ЛГУ, 1971. — 472 с.

### Книги, изданные в США
- Soviet law in theory and practice / by Olympiad S. Ioffe and Peter B. Maggs. London ; New York : Oceana Publications, c1983. vii, 327 p.; 25 cm.
- Human rights / Olimpiad S. Ioffe. [West Hartford, Conn.] : University of Connecticut School of Law Press, c1983. i, 103 p.; 26 cm.
- Soviet law and Soviet reality / by Olimpiad S. Ioffe. Dordrecht ; Boston : M. Nijhoff Publishers ; Hingham, MA, USA : Kluwer Academic Publishers, 1985. 234 p.; 25 cm.
- Roman law / Olimpiad S. Ioffe. [Hartford?] : University of Connecticut School of Law Press, [1987?] 120 p.; 26 cm.
- The Soviet economic system : a legal analysis / Olimpiad S. Ioffe and Peter B. Maggs. Boulder : Westview Press, 1987. ix, 326 p. ; 24 cm.
- Soviet law and economy / edited by Olimpiad S. Ioffe and Mark W. Janis. Dordrecht [Holland] ; Boston: M. Nijhoff, 1987. xii, 335 p.; 25 cm.
- Soviet civil law / by Olimpiad S. Ioffe. Dordrecht ; Boston : M. Nijhoff ; Hingham, MA, USA : Distributors for the U.S. and Canada, Kluwer Academic Publishers, 1988. ix, 382 p.; 25 cm.
- Development of civil law thinking in the USSR / Olimpiad S. Ioffe. Milano : Dott. A. Giuffrè, 1989. xix, 414 p. ; 25 cm.
- Gorbachev’s economic dilemma : an insider’s view / Olimpiad Solomonovich Ioffe ; edited by David A. Rome. St. Paul : Merrill/Magnus Pub. Corp., c1989. ix, 317 p. ; 23 cm.

### Книги последних лет
- Russia Pre-Soviet, Soviet, Post-Soviet. Almaty, 1999;
- Размышление о праве. — Астана: Институт законодательства, 2002. — 70 с.
- Избранные труды по гражданскому праву: из истории цивилистической мысли. Гражданское правоотношение. Критика теории «хозяйственного права». — М.: Статут, 2000. — 776 с.
- Избранные труды: В 4 т. СПб., 2003—2004. Т. 1-4.

### Статьи
- Значение вины в советском гражданском праве // Вопросы государства и права. Л., 1951.